# Selenogyrinae
Selenogyrinae es una subfamilia de arañas migalomorfas de la familia Theraphosidae. La subfamilia Selenogyrinae consiste de tarántulas de la India y África.

## Géneros
- Annandaliella Hirst, 1909
- Euphrictus Hirst, 1908
- Selenogyrus Pocock, 1897